# Saúde na Albânia
A Albânia possui um sistema de tratamento de saúde nacionalizado gratuito. A maioria dos hospitais se localizam em Tirana e Durrës. A escola de medicina, Faculty of Medicine at Tirana University, é em Tirana. Há também escolas de enfermagem em várias outras cidades.
As doenças relacionadas ao sistema circulatório são a principal causa de morte, sendo a segunda causa as doenças de Neoplasia.